# Leninogorsk (Tatarije)
Leninogorsk (Russisch en Tataars: Лениногорск) is een stad in de Russische autonome republiek Tatarije. De stad ligt 322 km ten zuidoosten van Kazan.
De nederzetting werd in 1948 gesticht na de vondst van aardolie. De stadsstatus werd in 1955 verkregen.
Vlak bij Leninogorsk ligt het spoorwegstation Pismjanka (Письмянка).
| 1939  | 1959   | 1970   | 1979   | 1989   | 2002   |
| ----- | ------ | ------ | ------ | ------ | ------ |
| 2.300 | 38.600 | 46.600 | 53.600 | 62.093 | 65.592 |

Bestuurlijk centrum: Kazan

Agryz · Almetjevsk · Aznakajevo · Bavly · Boegoelma · Boeinsk · Bolgar · Jelaboega · Laisjevo · Leninogorsk · Mamadysj · Mendelejevsk · Menzelinsk · Naberezjnye Tsjelny · Nizjnekamsk · Noerlat · Tetjoesji · Tsjistopol · Zainsk · Zelenodolsk